# Anapis
Anapis là một chi nhện trong họ Anapidae.